# 220'erne
Århundreder: 2. århundrede – 3. århundrede – 4. århundrede
Årtier: 170'erne 180'erne 190'erne 200'erne 210'erne – 220'erne – 230'erne 240'erne 250'erne 260'erne 270'erne
År: 220 221 222 223 224 225 226 227 228 229